# Шафаревич Ігор Ростиславович
Ігор Ростиславович Шафаревич (3 червня 1923, Житомир — 19 лютого 2017, Москва) — радянський і російський математик українського походження, один з найвизначнійших математиків сучасності, філософ, публіцист і громадський діяч, доктор фізико-математичних наук, професор, академік РАН (1991).

## Життєпис
Народився 3 червня 1923 в УРСР в Житомирі. Батько закінчив МДУ, працював викладачем теоретичної механіки; мати — філолог за освітою, велику частину часу не працювала. Завдяки батькам (а також читанню збережених ще від діда книг) здобув любов до російської літератури, казок, билин, трохи пізніше — до історії. Наступним захопленням була математика.
Навчаючись у школі, здавав екстерном іспити на механіко-математичному факультеті МДУ. Після закінчення школи був прийнятий на останній курс цього факультету і закінчив його в 1940 (у віці 17 років). Науковий керівник — член-кореспондент АН СРСР Борис Делоне — направив його дослідження в русло теорії алгебраїчних чисел. Іншою галуззю, що привернула на той час увагу вченого, стала теорія Галуа. Це визначило сферу його наукових інтересів на багато років.
Першим великим досягненням стало розв'язання оберненої задачі теорії Галуа для скінченних «p»-груп, ця робота була удостоєна премії Московського математичного товариства.
За цикл робіт з розв'язування зворотної задачі теорії Галуа над полями алгебраїчних чисел (відкриття загального закону взаємності і розв'язку оберненої задачі Галуа для розв'язаних груп) отримав Ленінську премію (1959).
Захистив кандидатську дисертацію в 1942 (у 19 років), докторську — в 1946 (у 23 роки).
У 1944, після закінчення аспірантури, стає викладачем механіко-математичного факультету МДУ. У 1946, після захисту докторської дисертації, стає співробітником Математичного інституту ім. В. А. Стеклова АН СРСР (МІАН). У 1975 у зв'язку з громадською діяльністю був усунений від викладання в МДУ, і з тих пір працює тільки у відділі алгебри МІАН: у 1960–1995 роках — на посаді завідувача відділом, з 1995 року — на посаді головного наукового співробітника (радника РАН). Семінар Шафаревича також був перенесений з МДУ в МІАН, де він діє за станом на початок 2010-х років, у семінарі постійно бере участь значна кількість математиків. Під його керівництвом захищено понад 30 кандидатських дисертацій. Має багато відомих учнів, серед яких Сурен Аракелов, Євген Голод, Юрій Дрозд, Олексій Кострикін, Юрій Манін, Борис Мойшезон, Олексій Паршин, Андрій Тюрін та інші.
20 червня 1958 (у віці 35 років) обрано членом-кореспондентом АН СРСР по відділенню фізико-математичних наук. Лауреат Ленінської премії (1959). 7 грудня 1991 обраний академіком РАН по Секції математики, механіки, інформатики (математика). Іноземний член Національної академії деї Лінчеї (Італія), німецької академії натуралістів Леопольдина, член Лондонського Королівського товариства, Національної академії наук США. Почесний доктор університету Париж XI (Орсе).
У 1955 підписав «Лист трьохсот». У 1968 підписав листа дев'яносто дев'яти на захист Єсеніна-Вольпіна.
У вересні 1973 написав відкритого листа на захист Сахарова. Один з учасників виданого за ініціативи Солженіцина збірника статей «Під брил» (йому належать три статті). Після арешту і видворення за межі СРСР Солженіцина в лютому 1974 написав відкриті листи «Арешт Солженіцина» і «Вигнання Солженіцина».
Син — Андрій Шафаревич, фізик і математик, доктор фізико-математичних наук, професор.

## Математика
Основні праці Шафаревича присвячені алгебрі, теорії чисел і алгебричній геометрії. У теорії алгебричних чисел знайшов найзагальніший закон взаємності степеневих лишків у полях алгебричних чисел, що стало певною мірою завершальним етапом 150-річної історії арифметичних законів взаємності, висхідній до Ейлера і Гауса. Вніс фундаментальний внесок у розвиток теорії Галуа. В 1954 у дав рішення зворотної задачі теорії Галуа для розв'язних груп, тобто довів, що в тому випадку, коли основне поле є полем алгебричних чисел скінченного степеня, існує алгебричне розширення цього поля з наперед заданою розв'язною групою Галуа. За цю свою роботу він був 1959 року нагороджений Ленінською премією.
Шафаревич, Фаддєєв і їхні учні отримали в 1970-1980-х роках важливі результати, пов'язані з теорією груп, теорії цілочисельних зображень груп і теорії Галуа. Зокрема, спільно зі своїм учнем Голодом в 1964 дав негативний розв'язок загальної (не обмеженої) задачі Бернсайда, а саме — довів існування нескінченних періодичних груп зі скінченним числом твірних.
Шафаревич відомий також як засновник школи з алгебричної геометрії. Зокрема, заснований ним семінар зробив визначний внесок у проблему класифікації алгебричних поверхонь. Дослідження з арифметики еліптичних кривих привели його (незалежно й одночасно з Джоном Тейтом) до введення найважливішого інваріанта такої кривої над полями алгебричних чисел — групи Тейта-Шафаревича, яка, на його честь, стандартно позначається кириличною літерою ‘Ш’.

## Публіцистика і громадська діяльність
Відомий не тільки як вчений-математик, але і як публіцист, громадський діяч і автор історико-філософських публікацій. Основні роботи:
- «Соціалізм як явище світової історії», 1974 рік
- «Русофобія», 1982 рік
- «Дві дороги — до одного обриву», 1989 рік
- «Русофобія: десять років потому», 1991 рік
- «Росія і світова катастрофа»
- «Духовні основи російської кризи XX століття», 2001
- «Трьохтисячолітня загадка (Історія єврейства з перспективи сучасної Росії)», 2002
- «Майбутнє Русі», 2005 рік
- «Руський народ у битві цивілізацій», 2011

### У СРСР
З кінця 1960-х бере участь у громадській діяльності: пише заяви і проводить пресконференції на захист Російської православної церкви (РПЦ), проти використання психіатрії як засоби політичних репресій (спільно з А. Д. Сахаровим) і на захист жертв гонінь з політичних мотивів. Член «Комітету прав людини». Багато уваги приділяв захисту свободи релігії та прав віруючих в СРСР. За спогадами Сахарова, проблеми релігії зайняли значне місце в роботі Комітету завдяки його великій і аргументованій доповіді про становище релігії в СРСР.
У 1974 у брав участь разом з А. І. Солженіциним у виданні публіцистичного збірника «З-під брил», написавши для нього три статті: «Соціалізм», «Відокремлення або зближення?» і «Чи є в Росії майбутнє?». Перша стаття являє собою резюме виданої пізніше книги «Соціалізм як явище світової історії», яка в повному вигляді була опублікована в 1977 у Франції. Після видання збірника дав пресконференцію іноземним кореспондентам в Москві. У 1975 був звільнений з МДУ.

### Книга «Русофобія»
У 1982 опублікував за кордоном і в самвидаві книгу «Русофобія». У цій роботі використовував ідеї французького націоналістичного історика початку XX століття Огюстена Кошена, який розробив ідею про «малий народ» ― антинаціональну еліту, що нав'язала «великому народові» свої ідеї та теорії, які, таким чином, стали справжньою причиною і рушійною силою французької революції
За Шафаревичем російське втілення феномену «малого народу» зіграло велику роль у революції в Росії. При цьому «малий народ» не є, на думку Шафаревича, певним національним чинником (в ньому присутні представники різних націй), але він містить впливове ядро, пов'язане із жидами. Він пише: «Чому сталося так, що саме вихідці з єврейського середовища виявилися ядром того „Малого народу“, якому випала фатальна роль у кризову епоху нашої історії? Ми не будемо намагатися розкрити глибинний зміст цього явища. Ймовірно, основи ― релігійні, пов'язані з вірою в „богообраність“ і в нібито призначену йому владу над світом. /…/ Мабуть, у житті „малого народу“, що мешкає зараз у нашій країні, жидівський вплив відіграє виключно велику роль: судячи з того, наскільки вся література „малого народу“ просякнута точками зору жидівського націоналізму, природно думати, що саме з націоналістично налаштованих жидів складається те центральне ядро, навколо якого кристалізується цей шар. Їхню роль можна порівняти з роллю ферменту, що прискорює і направляє процес формування „малого народу“. Проте сама категорія „малого народу“ ширша: він існував би і без цього впливу, хоча активність його і роль у житті країни була б, ймовірно, набагато меншою.»
Робота «Русофобія» містить також підтримку версії, згідно з якою розстріл царської сім'ї є « ритуальним вбивством». Опублікування тієї книги призвело до перетворення автора в персону нон ґрата серед частини демократично-ліберальної інтелігенції.
На думку деяких дослідників, цінність дослідження Шафаревичем русофобії в тому, що він сприяв приверненню уваги до цієї проблеми..
Після надрукування «Русофобії» в СРСР в 1989 році в журналі «Наш современник» у «Книжковому огляді» (1989, № 38) з'явився лист протесту проти поглядів Шафаревича за 31 підписом, в тому числі Юрія Афанасьєва, Дмитра Лихачова, Андрія Сахарова.
У 1992 понад 400 математиків опублікували в «Notices of the American Mathematical Society» відкрите колективне звернення до Шафаревича з проханням переглянути позицію, опубліковану в «Русофобії», а 16 липня 1992 Національна академія наук США звернулася до вченого з проханням добровільно відмовитися від членства в ній, оскільки процедури виключення з академії не існує; подібного прохання раніше не виникало за всю 129-річну історію цієї академії. Низка математиків, у тому числі Жан-П'єр Серр, Анрі Картан, Серж Ленг і Джон Тейт, виступили проти таких дій Академії. Рада Американського математичного товариства також подала спеціальну заяву, в якій висловила своє засудження «антисемітських робіт І. Р. Шафаревича». Шафаревич відповів що він не був ініціатором вступу в Національну академію наук США і тому не вважає за потрібне й ініціювати з неї вихід, бо вважає це внутрішньою справою цієї академії. Але коли США розпочали війну в Іраку, він попросив американську академію наук виключити його з її списків почесних членів.

### У Російській Федерації
У 1989 опублікував у журналі «Новий світ» (№ 7) статтю «Дві дороги ― до однієї прірви», яка містить критику і соціалізму, і західної демократії.
21 грудня 1991 брав участь в 1-му з'їзді Російського загальнонародного союзу (РІС) Сергія Бабуріна.
9 лютого 1992 був обраний членом Центральної Думи Російських Народних Зборів.
У жовтні 1992 входив до Оргкомітету Фронту національного порятунку (ФНП).
У 1993 був у списку кандидатів у депутати Державної Думи від Конституційно-демократичної партії ― Партії народної свободи (КДП-ПНС) Михайла Астаф'єва (список не зібрав потрібної кількості підписів).
У 1994 увійшов у Всеросійський національний правий центр (ВНПЦ) Астаф'єва та Наталії Нарочницької. Член редколегії журналу «Наш сучасник», у 1991—1992 входив до редколегії газети «День» Олександра Проханова (після заборони у 1993 її стали видавати під назвою «Завтра»).
Робота Шафаревича «Російське питання» внесена видавництвами «Алгоритм» і «Ексмо» у книжкову серію «Класика російської думки».

## Критика
Шафаревича звинувачують в антисемітизмі, шовінізмі і в «крайньому свавіллі в поводженні з фактами» у публіцистичних працях (за його класифікацію вбивства царської родини як ритуального злочину).

## Публікації

### Зібрання праць
- Collected mathematical papers. (Ed. M. Artin, J. Tate.) — Berlin: Springer-Verlag, 1988. (784 p.)
- Собрание сочинений: В 3 т.[44] — М.: «Феникс», 1994 + М.: АОЗТ «Прима В», 1996.

### Математичні праці
- О решении уравнений высших степеней (метод Штурма) [Архівовано 4 березня 2016 у Wayback Machine.] (совместно с Е. С. Голодом). — М.: Гостехиздат, 1954, 24 с. Нем. пер.: VEB Deutscher Verlag der Wiss., Berlin, 1956.
- О башне полей классов. — М.: 1964, 16 с.
- Теория чисел (совместно с З. И. Боревичем). — М.: Наука, 1964.
Нем. пер.: Basel; Stuttgart: Birkhäuser Verlag, 1966.
Англ.: New York; London: Acad. Press, 1966.
Фр.: Paris: Gauthier-Villars, 1967.
Япон.: Tokyo: Joshioka Shoten, 1971.
- Lectures on minimal models and birational transformations of two-dimensional schemes. — Bombay: Tata Inst. Fund. Res., 1966.
- Алгебраическая геометрия. — М.: Изд-во МГУ, 1968.
- Дзета-функция. — М.: Изд-во МГУ, 1969.
- Основы алгебраической геометрии. — М.: Наука, 1971. Нем. пер.: Berlin: Dtsch. Verl. Wiss., 1972. Англ.: Grundlehren Math. Wiss. Bd. 213. Berlin; Heidelberg; New York, 1974. Румын.: Bucharesti: Stiint. encicl., 1976.
- Теория чисел (совместно с З. И. Боревичем). — 2-е изд. — М.: Наука, 1972.
- Геометрии и группы (совместно с В. В. Никулиным). — М.: Наука, 1983.
Англ. пер.: Berlin, Heidelberg, New York: Springer-Verlag, 1987.
Япон.: Tokyo: Springer-Verlag, 1993.
- Теория чисел (совместно с З. И. Боревичем). — 3-е изд. — М.: Наука, 1985.
- Основные понятия алгебры. — М.: ВИНИТИ, 1986. Соврем. пробл. мат. Фундаментальные направления. Т. 11. Алгебра-1.
Англ. пер.: Algebra I. Basic notions of algebra. Encyclopaedia of Mathematical Sciences, 11, 1990.
- Основы алгебраической геометрии. — 2-е изд., перераб. и доп. — М.: Наука, 1988.
Англ. пер.: Basic algebraic geometry, Springer-Verlag, Berlin, 1994.
- Основные понятия алгебры. — 2-е изд., испр. и доп. — М., Ижевск: РХД, 2001. ISBN 5-89806-022-7, ISBN 5-93972-097-8.
- Discourses on algebra. — Universitext, Springer-Verlag, Berlin, 2003, ISBN 3-540-42253-6.
- Избранные главы алгебры: Учеб. пособие для школьников. — М.: Журн. «Математическое образование», 2000. (377 с.)
- Основы алгебраической геометрии. — 3-е изд., испр. и доп. — М.: Изд-во МЦНМО, 2007, 589 с. ISBN 978-5-94057-085-1.
Англ. пер.:
Basic Algebraic Geometry 1: Varieties in Projective Space (3rd edition). — Springer-Verlag, Berlin, 2013, ISBN 978-3-642-37955-0.
Basic Algebraic Geometry 2: Schemes and Complex Manifolds (3rd edition). — Springer-Verlag, Berlin, 2013, ISBN 978-3-642-38009-9.
- Линейная алгебра и геометрия (совместно с А. О. Ремизовым). — М.: Физматлит, 2009, 511 с. ISBN 978-5-9221-1139-3.
Англ. пер.: Springer-Verlag, Berlin, 2013, ISBN 978-3-642-30993-9.

### Нематематичні праці
- Социализм как явление мировой истории. — Париж: YMCA-Press, 1977. ISBN 5-699-04186-9
- Есть ли у России будущее? — М.: Советский писатель, 1991. 558 страниц. ISBN 5-265-01844-1
- Русский народ на переломе тысячелетий. Бег наперегонки со смертью. — М.: «Русская идея», 2000, 400 с. ISBN 5-89097-032-1.
- Духовные основы российского кризиса XX века. — М.: Издание Стретенского монастыря, 2001.
- Трёхтысячелетняя загадка. История еврейства и перспективы современной России. — СПб.: Библиополис. 2002. ISBN 5-94542-023-9
- Трёхтысячелетняя загадка: Тайная история еврейства. М.: Алгоритм, 2011. 432 с., Серия «Тайная история человечества», 3 000 экз., ISBN 978-5-432-00056-9
- Две дороги — к одному обрыву. — М.: Айрис-Пресс, 2003, 448 с. ISBN 5-8112-0273-3.
- Записки русского экстремиста. Алгоритм, Эксмо, 2004, 320 с. ISBN 5-699-06296-3.
- Русофобия. — М.: Эксмо, 2005, 352 с. ISBN 5-699-12332-6; — М.: Алгоритм, 2011. 272 с. ISBN 978-5-432-00048-4.
- Зачем России Запад? — М.: Эксмо, 2005, 352 с. ISBN 5-699-12786-0.
- Русский вопрос. — М.: Эксмо, 2009, 992 с. ISBN 978-5-699-31878-0.
- Мы и они. — М.: Алгоритм, Эксмо, 2010, 480 с. ISBN 978-5-699-39479-1.
- Русский народ в битве цивилизаций. — М.: Институт русской цивилизации, 2011, 934 с. ISBN 978-5-902725-62-6.
2-е изд.: М.: Институт русской цивилизации, Родная страна, 2012. 936 с., ISBN 978-5-426-10010-7

### Статті й інтерв'ю
- Сборник статей «Из-под глыб» [Архівовано 18 квітня 2013 у Wayback Machine.], изд. YMCA-Press, Paris, 1974.
- «Математическое мышление и природа» (1993) [Архівовано 5 березня 2016 у Wayback Machine.]
- Публикации Игоря Ростиславовича Шафаревича в газете «Завтра»
- «Духовные основы российского кризиса ХХ века» (лекция, 2001) [Архівовано 19 грудня 2012 у Wayback Machine.]
- «Один народ, одна страна, и один Бог, и одна церковь» (интервью) [Архівовано 28 січня 2013 у Wayback Machine.]
- «Будущее России» (2005)
- Интервью в сборнике «Мехматяне вспоминают» (июнь 2008) [Архівовано 6 липня 2014 у Wayback Machine.]
- Статьи и интервью последнего времени [Архівовано 23 травня 2013 у Wayback Machine.]

### Відео
- Выступление И. Р. Шафаревича на заседании, посвященном 75-летию МИАН (5 июня 2009) [Архівовано 15 червня 2013 у Wayback Machine.]
- И. Р. Шафаревич. Воспоминания (28 мая 2009) [Архівовано 26 вересня 2013 у Wayback Machine.]
- К 90-летию Игоря Ростиславовича Шафаревича // «Вести недели» от 3.06.2013 [Архівовано 21 листопада 2015 у Wayback Machine.]
- Интервью с И. Р. Шафаревичем на сайте Института Русской Цивилизации